# Ofenkaulen

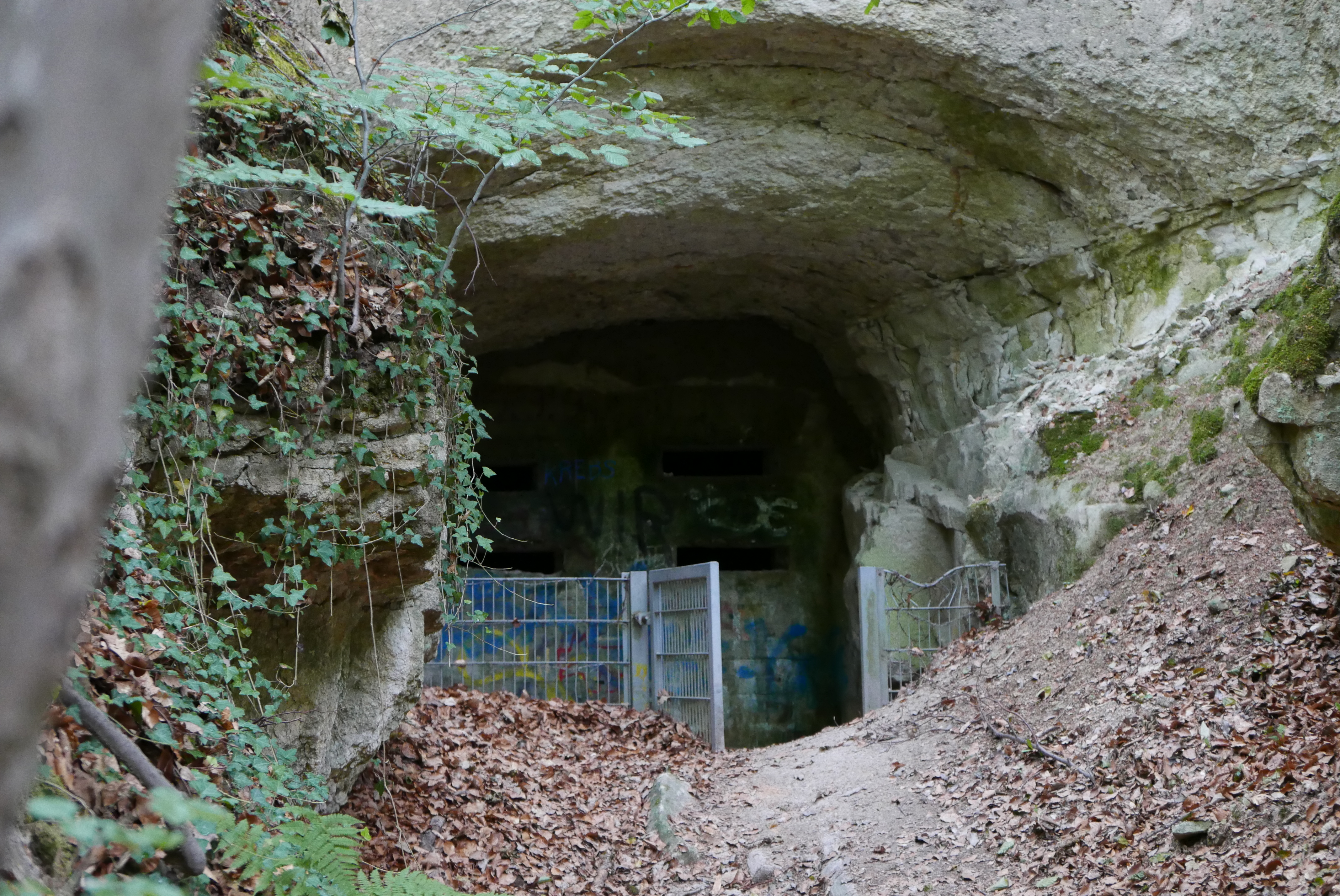
Theodor Rings Eingang zu den Ofenkaulen im Siebengebirge. Dieser Eingang Nummer 31 wird auch Kalter Heinrich genannt. In den 80er Jahren wurden die Eingänge zubetoniert und nur Einflugschlitze für Fledermäuse gelassen, die in dem Stollensystem leben.

Die Ofenkaulen sind ein Stollensystem im Siebengebirge, zwei Kilometer östlich von Königswinter, das durch den Abbau von Tuffstein für den Backofenbau in Königswinter entstanden ist. Der Berg Ofenkaul an der Südseite des Mirbesbachtals gegenüber dem Nonnenstromberg ist danach benannt. Das Betreten des unter Naturschutz stehenden Höhlensystems ist wegen Einsturzgefahr verboten.

## Entstehung und Betrieb

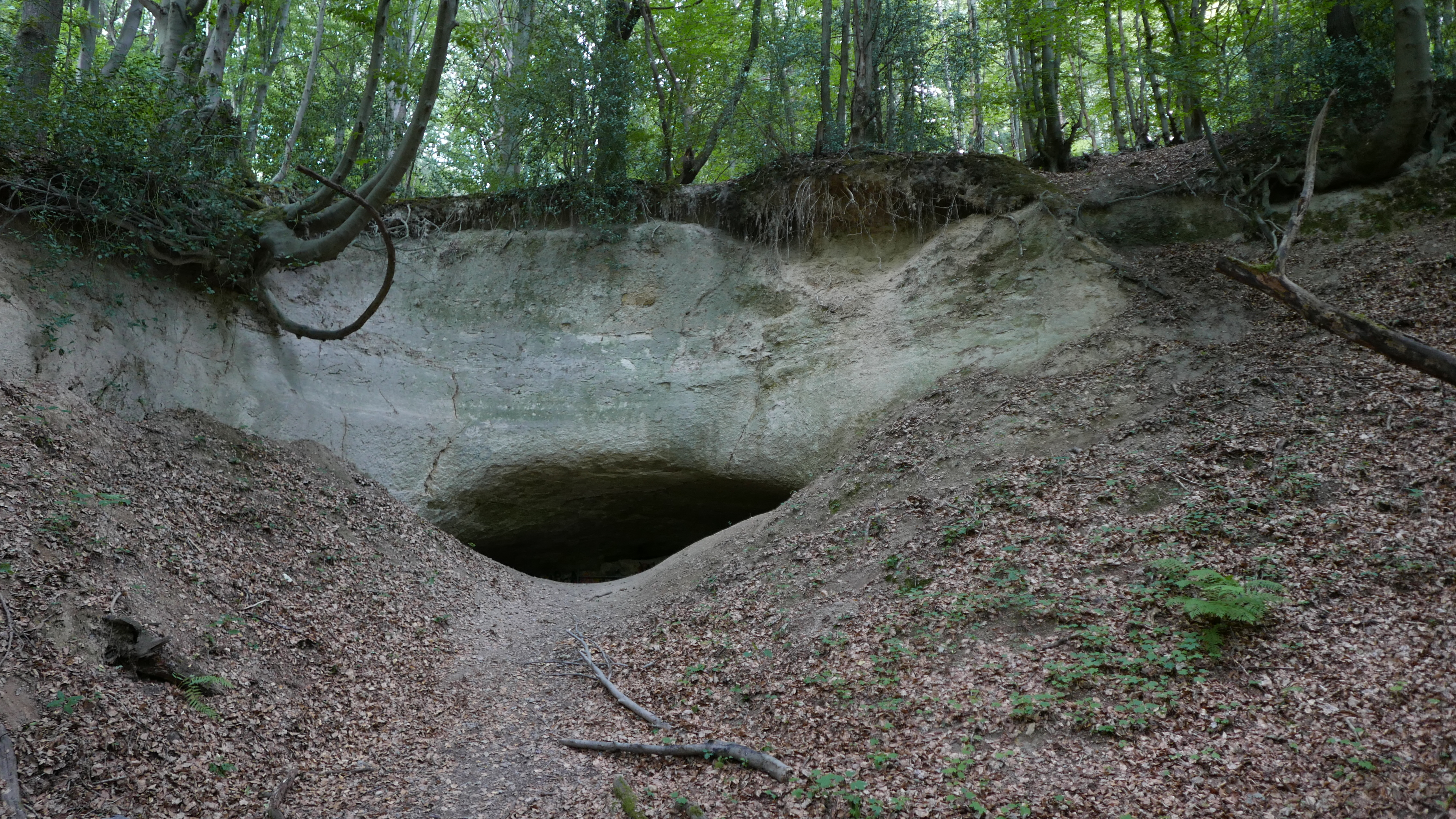
Bewetterung des P. Jos. Neffgen Stollens (Aero-Stahl-Stollen) mittels eines Wind- bzw. Wetterlochs. Dieser Eingang verschüttet durch herabfallenden Schutt und Laub über die Jahre immer weiter.

Die Stollen entstanden ab dem späten Mittelalter durch den Abbau von Trachyttuff, der als Backofenstein für den Bau von Backöfen verwendet wurde; daher resultiert der Name Ofenkaule bzw. Ofenkuhle. Der dort abgebaute Trachyttuff verfügte über eine ausgesprochen hohe Qualität, so dass Ofenplatten von bis zu 2 m² gewonnen werden konnten. Mit der Entwicklung des Königswinterer Ofens, der über seitliche Feuerkammern verfügte, wurde der Backbetrieb wesentlich vereinfacht. Der Backraum blieb weitestgehend von Aschen frei und es konnte nun erstmals auch Steinkohle zum Anfeuern benutzt werden, die sonst aufgrund der großen Hitze das Tuffgewölbe beschädigt hätte.
Der Höhepunkt des Abbaus wurde im 19. Jahrhundert erreicht. Vor allem die ab 1871 bestehende Eisenbahnverbindung führte zu einer großen Verbreitung der Königswinterer Öfen. Das Absatzgebiet lag neben der näheren Umgebung v. a. am Niederrhein und in Westfalen und reichte bis nach Belgien und Nordfrankreich. Ende des 19. Jahrhunderts existierten rund dreißig meist familiär strukturierte Kleinbetriebe mit jeweils 5–10 Arbeitern. Im Zuge des intensiven untertägigen Abbaus wurden die Ofenkaulen auf insgesamt sieben unterschiedlichen Sohlen ausgebeutet, die teils über tiefe Schächte miteinander verbunden sind. Insgesamt lassen sich heute rund 48000 m² Abbaufläche nachweisen. Die Einführung moderner Elektro- und Gasöfen, sowie die Auswirkungen des Ersten Weltkrieges führten zu einem schnellen Niedergang des Gewerbes. Die Entwicklung neuer Backofensysteme wurde, im Gegensatz zum Ofenbauzentrum in Bell/Eifel, verpasst. Um das Jahr 1960 gaben die letzten beiden Betriebe ihre Arbeit auf. Die letzten Steine wurden von Theodor Rings mit seinem Sohn Georg gebrochen, bis diese 1957 die Arbeit aufgaben.
Von 1954 bis 1956 wurde in Teilen des Theodor Rings Stollens eine Champignonfarm eingerichtet. Dieser musste aufgrund polizeilicher Vorschriften aber wieder eingestellt werden. Auch eine Zwischennutzung durch den lokalen Unternehmer Johann Lemmerz zur Nutzung des Tuffsteins oder als Lagerungsort für Industrieabfälle wurde nie durchgesetzt.

### Nutzung im Zweiten Weltkrieg

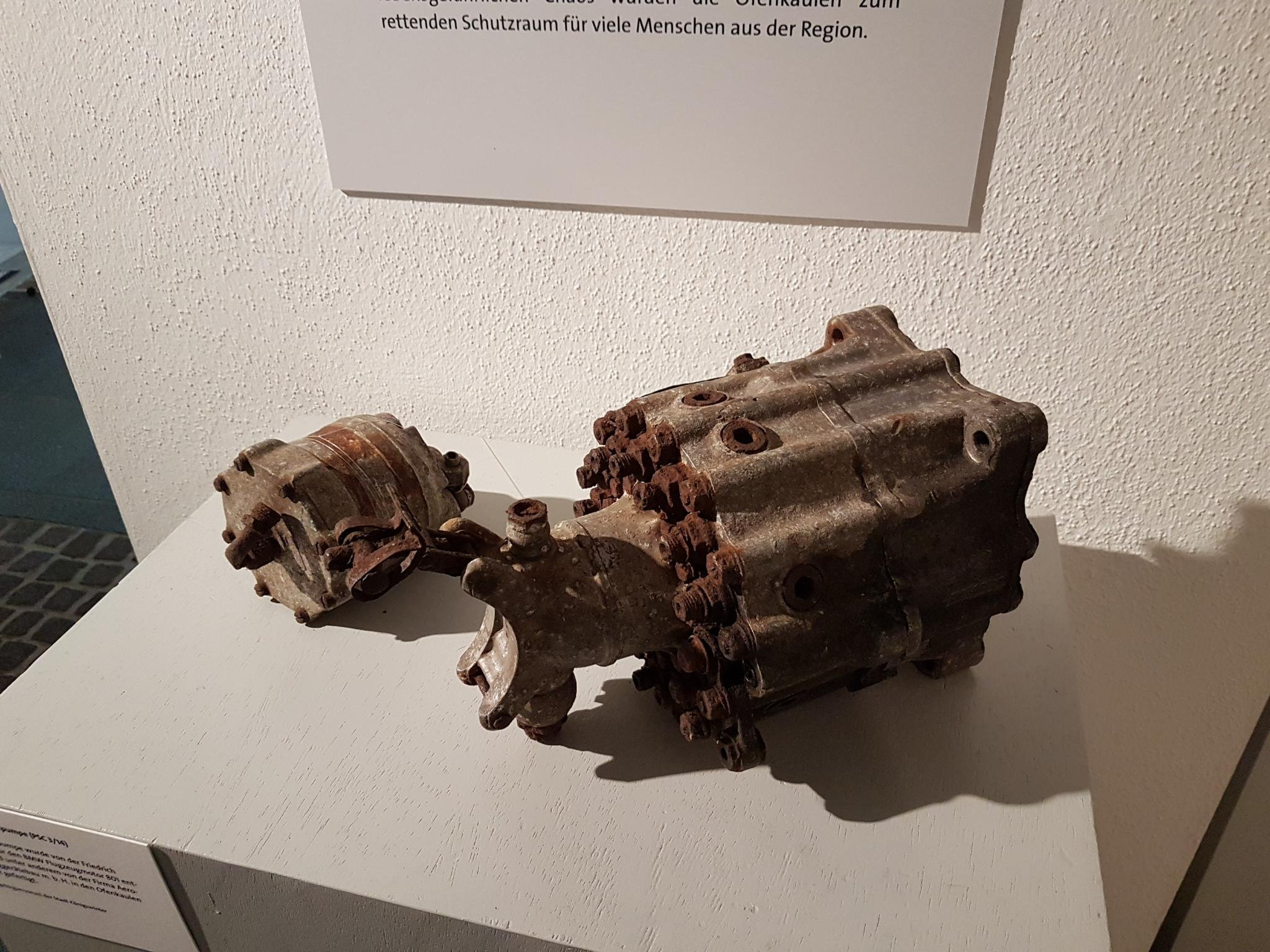
Bild einer in den Ofenkaulen gefertigten Einspritzpumpe in der Ausstellung des Siebengebirgsmuseums zu den Ofenkaulen (2021).

Am Ende des Zweiten Weltkrieges mussten Zwangsarbeiter im ehemaligen P. Jos. Neffgen Stollen Einspritzpumpen für den Flugzeugmotor BMW 801 herstellen. Es handelte sich um die unterirdische Verlagerung der Firma Aero-Stahl Fluggerätebau GmbH aus Porz, die unter dem Decknamen „Schlammpeitzger“ in dem Stollen agierte. So kam dieser in späteren Jahren zu seinem Spitznamen Aero-Stahl-Stollen. Die Stollen wurden ab September 1944 von der Organisation Todt ausgebaut. Dafür wurden alte Schächte verschüttet, Böden betoniert, neue Pfeiler eingezogen und neue Belüftungsschächte eingezogen. Die Produktion wurde aus Porz und Andrichau (Polen) nach Königswinter verlegt. Die rund 400 Zwangsarbeiter waren meist osteuropäischer Herkunft, es waren aber auch italienische, tschechoslowakische, niederländische, russische und belgische Kriegsgefangene vertreten. Sie waren in einem Barackenlager aus 10 Gebäuden unweit des Stollens untergebracht und mussten in Zwölf-Stunden-Schichten die Stollen ausbauen, Maschinen bedienen und den Betrieb am Laufen halten. Mit nur 350 Gramm Brot pro Tag und der Arbeit in den nass-kalten, dunklen Höhlen waren die Arbeitsbedingungen katastrophal. Am 10. März 1945 wurde das Lager aufgelöst und die Zwangsarbeiter mit unbekanntem Ziel in den Wald geschickt.

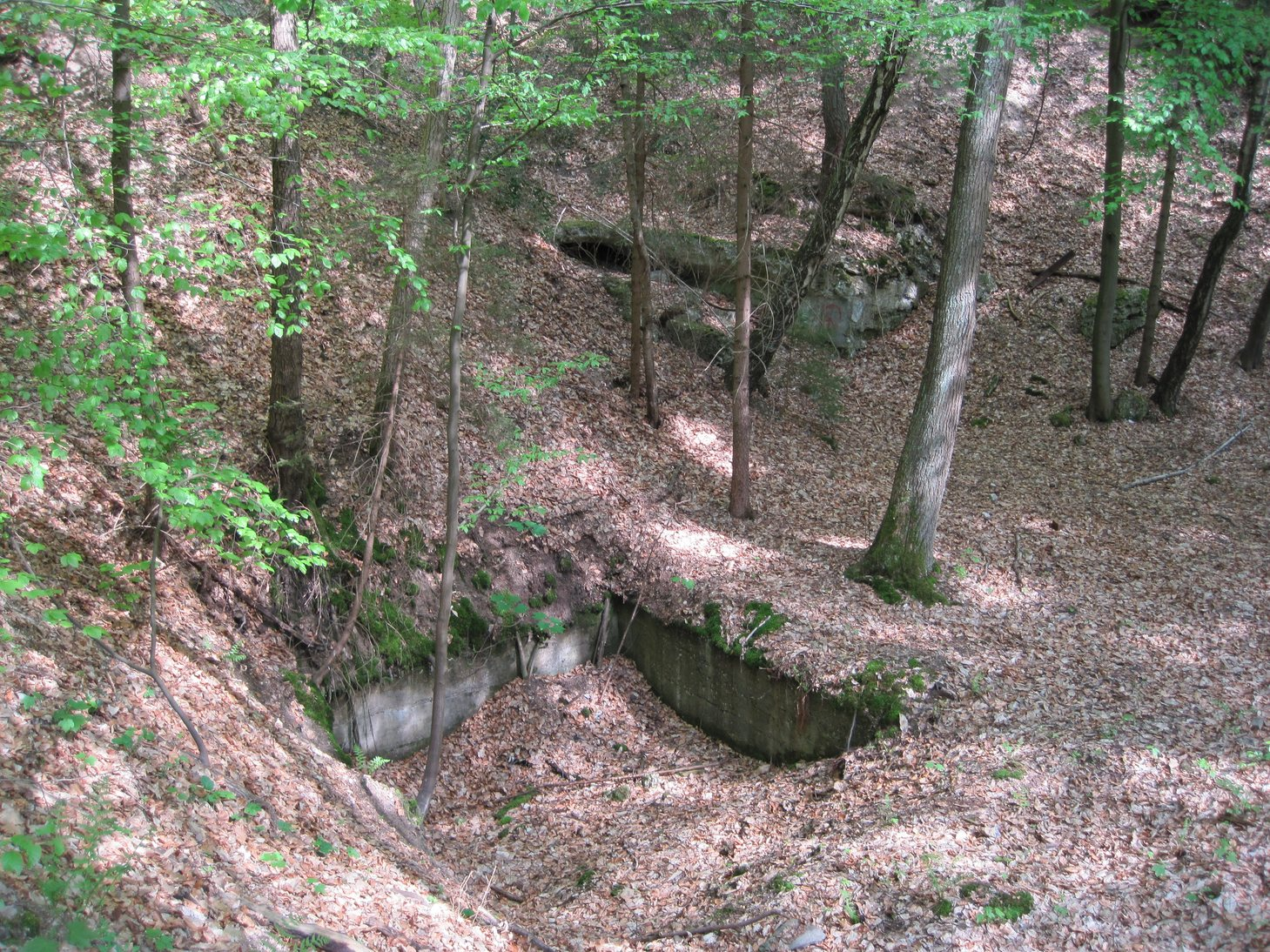
Verschütteter Eingang zu Schacht 44, der in den Stollen von Herrn Preukschat führt.

In den letzten Kriegstagen (März 1945) suchten einige hundert Bürger von Königswinter, teilweise wird auch von bis zu 2000 berichtet, in den Ofenkaulen einen sicheren Zufluchtsort vor Bomben und Artilleriebeschuss. Manche hausten für mehrere Wochen lang in dem Stollensystem, bis die Alliierten die Ofenkaulen schließlich am 16. März 1945 erreichten. Unter den Zufluchtsuchenden befand sich auch der spätere US-Notenbank Chef H. Robert Heller. Mit 30–40 anderen Personen harrte er für zwei Wochen in einem Stollen aus.
Nach dem Krieg wurden die Produktionsstätten als Reparationsleistung zurückgebaut und manche Stollen gesprengt.

### Natur- und Denkmalschutz

Kleine Spalten im Mauerwerk dienen Fledermäusen oft als Versteck im Winterquartier. Hier eine Langohrfledermaus.

Die Ofenkaulen sind seit 1980 eingetragenes Bodendenkmal. Sie stehen außerdem als Teil des FFH-Schutzgebietes Siebengebirge unter Naturschutz und sind bereits seit 1969 massiv verschlossen. Nur für Fledermäuse, die nach den FFH-Richtlinien zu den besonders geschützten Arten gehören, wurden Einflugschlitze gelassen. Folgende Fledermausarten nutzen die Ofenkaulen als Winterquartier: Großes Mausohr, Bartfledermaus, Bechsteinfledermaus, Teichfledermaus, Wasserfledermaus, Fransenfledermaus und Braunes Langohr. Die Ofenkaulen gehören zu den wichtigsten Fledermauswinterquartieren im südlichen Nordrhein-Westfalen und nördlichen Rheinland-Pfalz. Bereits 1908 wurden Arterfassungen in den Ofenkaulen durchgeführt und die Ofenkaulen später in ein internationales Höhlenkataster aufgenommen. Der Fledermausschutz ist einer der Hauptgründe für den Verschluss der Ofenkaulen: Wenn Fledermäuse im Winterschlaf gestört werden, kann das ihre Energiereserven aufbrauchen; sie überleben meist nicht bis ins nächste Frühjahr.

## Trivia
Bei einem Raubüberfall am 14. Februar 1962 erschoss Dieter Freese den Filialleiter einer Sparkasse in Winningen an der Mosel. Ende Februar suchte Freese im Siebengebirge Unterschlupf, zunächst in Hövel bei Aegidienberg und später in den Königswinterer Ofenkaulen. Am 1. März versuchte ein Polizeibeamter den Flüchtigen dort zu stellen. Freese gelang es jedoch, den Polizisten zu entwaffnen, dessen Hund zu erschießen und zu fliehen.
In den Jahren 2002 und 2008 wurden mehrere Stollensysteme ingenieurgeologisch vermessen, um eine Nutzung als Besuchsbergwerk zu evaluieren. Die Kosten für eine dauerhafte Sicherung der Höhlen wurden so hoch geschätzt, dass es nie zu einer konkreten Planung kam.